# Cerastium subciliatum
Cerastium subciliatum är en nejlikväxtart. Cerastium subciliatum ingår i släktet arvar, och familjen nejlikväxter.

## Underarter
Arten delas in i följande underarter:
- C. s. sajanense
- C. s. subciliatum